# E.T. Whittaker
Sir Edmund Taylor Whittaker FRS, FRSE (24. oktober 1873 – 24. marts 1956) var en britisk matematiker, fysiker og videnskabsistoriker. Whittaker var blandt de ledende matematikere i begyndelsen af 1900-tallet, og han bidrog særligt til anvendt matematik og han var kendt for sin forskning i matematisk fysik og numerisk analyse, inklusive teori specialfunktioner, samt bidrag til astronomi, himmelmekanik, fysikkens historie og digital signalbehandling.